# Попорођи (Телеорман)
Попорођи (рум. Poporogi) насеље је у Румунији у округу Телеорман. Oпштина се налази на надморској висини од 114 m.

## Становништво
Према подацима из 2011. године у насељу је живело 4228 становника.